# Нелегальная иммиграция из Африки в Израиль
Нелегальная иммиграция из Африки в Израиль (часто также называемая Инфильтрация из Африки в Израиль в израильских СМИ и израильским правительством) — название явления, которое началось во второй половине 2000-х годов, и когда большое количество нелегальных иммигрантов из Африки начало прибывать в Израиль нелегально, в основном через границу с Египтом. По данным израильского министерства внутренних дел, число таких нелегальных иммигрантов на апрель 2017 года составило 39 274 человека. Поток иммиграции прекратился практически полностью после завершения строительства разделительного забора на границе с Египтом в 2012 году.
Многие из нелегальных иммигрантов пытаются получить статус беженца, в соответствии с Конвенцией о статусе беженцев Организации Объединённых Наций. Только небольшая часть всех нелегальных иммигрантов на самом деле имеет право на получение этого статуса. Тем не менее, многие из них, в основном граждане Эритреи и Судана, не могут быть принудительно депортированы из Израиля. Граждане Эритреи (которые, начиная с 2009 года, составляют большинство нелегальных иммигрантов в Израиле) не могут быть депортированы, согласно мнению Управление Верховного комиссара ООН по делам беженцев, так как в Эритрее тяжёлая внутренняя ситуация с принудительной пожизненной вербовкой в армию, где используются принудительный труд, и поэтому эритрейские иммигранты получают статус «группы временной гуманитарной защиты».
Несмотря на то, что подобного мнения не существует в отношении граждан Судана, Израиль не депортирует их обратно в Египет из-за реального страха за их судьбу. Хотя иммигранты прибывают в Израиль из Египта, Израиль не может депортировать их обратно в Египет, потому что египтяне отказываются дать обязательство не высылать иммигрантов в страны их происхождения. Таким образом, израильские власти предоставляют временный вид на жительство для нелегалов, который необходимо обновлять каждые три месяца.
По различным оценкам властей, от 80 до 90 процентов нелегальных иммигрантов проживают в двух центрах: Тель-Авив (более 60 процентов незаконных иммигрантов) и Эйлат (более 20 процентов); кроме того, некоторое количество находится в Ашдоде, Иерусалиме и Арадe.
Управление Верховного комиссара ООН по делам беженцев считает, что на декабрь 2013 года в Израиле находилось более 64 тысяч человек, претендующих на статус беженца. Большинство — выходцы из Эритреи и Судана. Около 10 % — выходцы из других африканских стран: Сомали, Кении, Кот-д’Ивуара, Эфиопии и Чада.

## Предпосылки
В последние десятилетия многие мигранты из стран третьего мира предпринимают значительные усилия, чтобы иммигрировать в развитые страны с целью улучшения качества жизни. Зачастую это делается в нарушение иммиграционных законов страны назначения, например, инфильтрации в Соединённые Штаты через мексиканскую границу. Развитые страны пытаются бороться с этим вопросом по-разному.
Как и в других развитых странах, явление миграции существует и в Израиле. До середины 2012 года нелегальные иммигранты из Африки в Израиль переходили сухопутною границу между Израилем и Египтом относительно легко.
Страны, из которых прибывают нелегальные иммигранты в Израиль, переживают серьёзные гуманитарные трудности. Так, Управление Верховного комиссара ООН по делам беженцев объявило Эритрею страной, переживающей гуманитарный кризис. В регионе Дарфуре на западе Судана имеет место геноцид начиная с 2003 года. В результате, многие из его жителей стали беженцами и бежали в Египет. Кроме того, многие беженцы прибывают из Южного Судана, где до 2005 года продолжалась гражданская война между преимущественно арабско-мусульманскими жителями Севера и неарабскими жителями Юга, христианами и анимистaми, а с 2013 года по 2020 год шла гражданская война уже в независимом Южном Судане.
В 2009 году на докладе[уточнить] Верховного комиссара ООН по делам беженцев Израиль заявил, что 90 % нелегальных иммигрантов из Судана и Эритреи являются беженцами.

## Развитие нелегальной иммиграции из Африки в Израиль
Во второй половине 2000-х годов произошло значительное увеличение числа нелегальных иммигрантов из Африки в Израиль, которые пересекли египетскую границу. В 2006 году было задержано около 1000 нелегальных иммигрантов, в 2007 году — около 5000, в 2008 — около 8700, а в 2009 году — около 5000 человек. В первой половине 2010 года темп незаконной иммиграции увеличился ещё больше, и за первые его семь месяцев было задержано более 8000 нелегальных иммигрантов. На деле, общее число нелегальных иммигрантов явно больше, чем эти цифры, потому что многие из них не были задержаны. Ранние волны иммигрантов прибывали в основном из Судана, в то время как в 2009 году большинство иммигрантов прибыло из Эритреи.
В 2011 году количество иммигрантов продолжило расти. За первую половину 2011 года в Израиль прибыло около 3 тысяч негров. Только в июне в Израиль незаконно прибыло 623 человека. В 2013 году поток иммиграции практически прекратился, в связи с завершением строительства резделительного забора на границе с Египтом.
В начале мая 2010 года количество нелегальных иммигрантов, проживающих в Израиле оценивалось в 24 339 человека, из них — 5649 из Судана и 13 310 — эритрейских беженцев, не подлежащих депортации в соответствии с международным правом. 16 766 из них получили специальные визы (ס 2 א 5) лиц, ищущих убежище. Официально виза позволяет им только лишь оставаться в стране, но на практике государство также позволяет беженцам работать и не налагает штрафов на израильских работодателей, которые их нанимают. Такая специальная виза требует обновления каждые три месяца. 141 нарушитель границы, в основном из Эфиопии, получили статус беженца.
По данным оперативного отдела Армии обороны Израиля в 2008 году, большинство стран, из которых прибыли нелегальные иммигранты, это — (в порядке убывания): Эритрея, Судан, Эфиопия, Берег Слоновой Кости и Нигерия. Большинство нелегальных иммигрантов (85 %) были мужчинами.
Основным аргументом в пользу того, что нелегалы являются именно трудовыми мигрантами, а не беженцами, является их возрастной состав. 94 % — это мужчины в возрасте от 18 до 64 лет. Для сравнения: в лагерях сирийских беженцев в Иордании мужчин трудоспособного возраста только 22 процента.
Комиссия кнессета по иностранным рабочим отмечает, что из 64 тысяч негров в Израиле, вставших на учёт в Верховном комиссариате ООН по делам беженцев, в 2011—2013 официальные прошения подали 14 тысяч человек (около 25 %). 11 тысяч обращений были рассмотрены, и статус беженца предоставлен 24 выходцам из Африки. Остальные были признаны трудовыми мигрантами.
Из опубликованного в 2014 году отчета Государственного контролера следует, что 13 % населения Тель-Авива составляют иностранцы, сосредоточенные в пяти южных кварталах города, в которых они составляют 61 % населения; около четверти от этого числа приходится на нелегальных иммигрантов из Африки.

### Проникновение в Израиль
Африканские нелегальные иммигранты обычно изначально прибывают в Египет из страны их происхождения. Там они часто платят сумму до двух тысяч долларов контрабандистам-бедуинам, чтобы те перевели их через границу между Египтом и Израилем. Были случаи насилия в отношении женщин нелегальных иммигрантов, совершенных бедуинскими контрабандистами, включая изнасилования и другие унижения. Ещё одна опасность нелегальных иммигрантов — солдаты армии Египта стреляют по ним на поражение, чтобы предотвратить пересечение границы Египет / Израиль.

### Трудоустройство и жильё
Около 1900 нелегальных иммигрантов находятся в тюрьмах (на август 2010 года); остальные живут и/или работают в Израиле. Израильские отделы иммиграции не ведут непрерывного наблюдения за местами их проживания, но, по оценкам, основанным на данных из израильской полиции, местных властей и гуманитарных организаций, приблизительно 15,000-17,000 нелегальных иммигрантов живут в Тель-Авиве (особенно на юге Тель-Авива; сюда же входит и число нелегальных иммигрантов, которые живут в Бат-Яме и Бней-Браке), от 4000 до 6000 в Эйлате, от 500 до 2000 Ашдоде и от 400 до 600 в Араде. Многие из них работают в гостиницах, особенно в Эйлате.

## Организации, оказывающие помощь иммигрантам
В Израиле имеется несколько организаций, ориентированных на оказание помощи нелегальным иммигрантам в Израиле. В некоторых случаях организации сравнивают беженцев из африканских стран с Холокостом. Организации по оказанию помощи принимали участие в обсуждениях, проводимых в Кнессетом в комитетах по этому вопросу, и подали петицию против мер, принимаемых государством для прекращения инфильтрации.
Вот некоторые из этих организаций:
- «Чёрная работа» (авода шхора)[32]
- «ASSAF» — Организация помощи беженцам[33]
- «магиним аль зхуёт адам»[34]
- Кав ЛаОвед[35]
- «горячая линия» для иностранных рабочих[36]
- Организация помощи беженцам из Дарфура[37]
- «Новый фонд Израиля»[38]

## Преступность со стороны нелегальных иммигрантов
В октябре 2011 года исследовательский центр Кнессета сообщал, что количество уголовных дел, возбужденных против нелегальных иммигрантов, относительно невелико по численности, в сравнении со статистикой населения в целом в местах их проживания. По данным исследовательского отдела полиции Израиля, преступления иммигрантов характеризуется преимущественно внутренними секторальными преступлениями, без применения оружия, и нелегальные иммигранты, как правило, не заинтересованы жаловаться в полицию, возможно, из-за страха перед депортацией. Тем не менее, согласно официальной статистике, в 2006—2010 гг. «преступность среди израильтян снизилась на 17,6 %, а среди инфильтрантов из Африки повысилась на 68 %».
В мае 2012 года, после увеличения количества преступлений, совершённых нелегальными мигрантами, полиция была вынуждена усилить охрану Центральной автобусной станции в Тель-Авиве; в районах массового проживания нелегалов также планируется ввести патрулирование силами пограничной охраны.

## Реакция на явление в Израиле
Профессор Хайфского университета Арнон Софер выразил свою оппозицию явлению незаконной иммиграции из Африки по ряду причин — с точки зрения безопасности, иммигранты могут быть информаторами или агентами враждебных государств и террористических организаций. С социальной точки зрения, они вносят свой вклад в увеличение перенаселенности городов и рост преступности. С демографической точки зрения, постепенное увеличение количества нелегальных иммигрантов представляет демографическую угрозу еврейскому большинству. По мнению Софера, если не прекратить незаконные волны иммиграции на ранней стадии, то это приведёт к гораздо большей волне нелегальной иммиграции в будущем.

### Протесты
В израильских городах, где проживает большое количество нелегальных африканских иммигрантов, существует сопротивление местного населения этому явлению. В середине 2010 года, была проведена демонстрация в Эйлате против бездействия израильского правительства. Жители утверждали, что они теперь боятся выйти на улицу в определённых районах в ночное время. В южных Тель-Авивских районах Шапира и Кирьят-Шалом несколько агентов по недвижимости заявили, что они намерены не сдавать квартиры нелегальным иммигрантам.
В мае 2012 года, на фоне всплеска преступности со стороны эмигрантов из Африки, в Тель-Авиве и других городах Израиля прошли массовые демонстранции против «засилья нелегальных иммигрантов из Африки». В митингах принимали участие члены Кнессета из партии Ликуд и Кадима. Демонстрации переросли в беспорядки и в нападения на нелегальных рабочих.
В июне 2012 года нелегалы были изгнаны из арабской деревни Кафр-Манда.

### Поддержка
С другой стороны также регулярно проводятся демонстрации, митинги и другие мероприятия поддержки беженцев.
В январе 2012 года представитель МВД сообщил начале распространения среди нелегалов из Южного Судана разъяснительных листовок с предложением покинуть территорию Израиля в ближайшие два месяца (до 31 марта 2012 года). Тем, кто согласится на добровольное возвращение, предлагался, денежный подарок в размере 1000 евро. В июне 2012 года правительство Израиля начало депортацию выходцев из Южного Судана на родину, в том числе, и на указанных выше условиях. На этот момент в Иммиграционную службу при МВД Израиля было подано 500 просьб от нелегалов из Южного Судана о добровольном возвращении на родину.

## Забастовка
В ответ на закон о предотвращении нелегальной иммиграции в воскресенье 5 января 2014 года началась забастовка. Работающие африканские мигранты покинули свои рабочие места и приняли участие в массовой демонстрации на площади Рабина. 6 января 2014 года тысячи выходцев из Африки прошли маршем по центральным улицам Тель-Авива к посольствам иностранных государств. Бастующие направились в сторону посольств Румынии, Швеции, Италии, Канады, Великобритании, Франции, а также к офисам Верховного комиссара по делам беженцев ООН. Все незаконно перешедшие израильско-египетскую границу требовали признать себя беженцами, для получения права на работу в Израиле. Они выступали против израильской миграционной политики и призывали международную общественность вмешаться. Массовые демонстрации продолжились и 7 января.
13 января 2014 года организаторы демонстрации заявили о прекращении акции. Они признали, что целей акции добиться не удалось: позиция правительства осталась неизменной.

### Реакция на забастовку
По мнению журналиста Иегуды Ифтаха из газеты Маарив, мигрантов, вышедших на демонстрации, направляют международные организации, оказывающие помощь нелегалам; требование манифестантов адресованы прежде всего к ООН, чтобы та вмешалась и заставила Израиль предоставить им статус беженцев, который в будущем позволяет требовать гражданства.
По мнению правозащитников, решением вопроса должно стать предоставление статуса беженца и разрешения на работу: «Таковы международные стандарты. Израиль считает себя прогрессивной демократической страной. Мы же не хотим быть похожими на Саудовскую Аравию, откуда иностранцев депортируют принудительно».
В Израиле сегодня нет беженцев, а есть нелегальные иммигранты, которые проникли в нашу страну в поисках работы. Мы намерены высылать нарушителей закона в страны, откуда они пришли, и никакие митинги и забастовки им не помогут,
 — сказал 6 января 2014 года глава правительства Израиля Биньямин Нетаньяху.
Известный своими левыми взглядами писатель Давид Гроссман выразил поддержку иммигрантам, и заявил, что израильское правительство проводит абсолютно ошибочную и непрозрачную политику.

## Закон о предотвращении нелегальной иммиграции

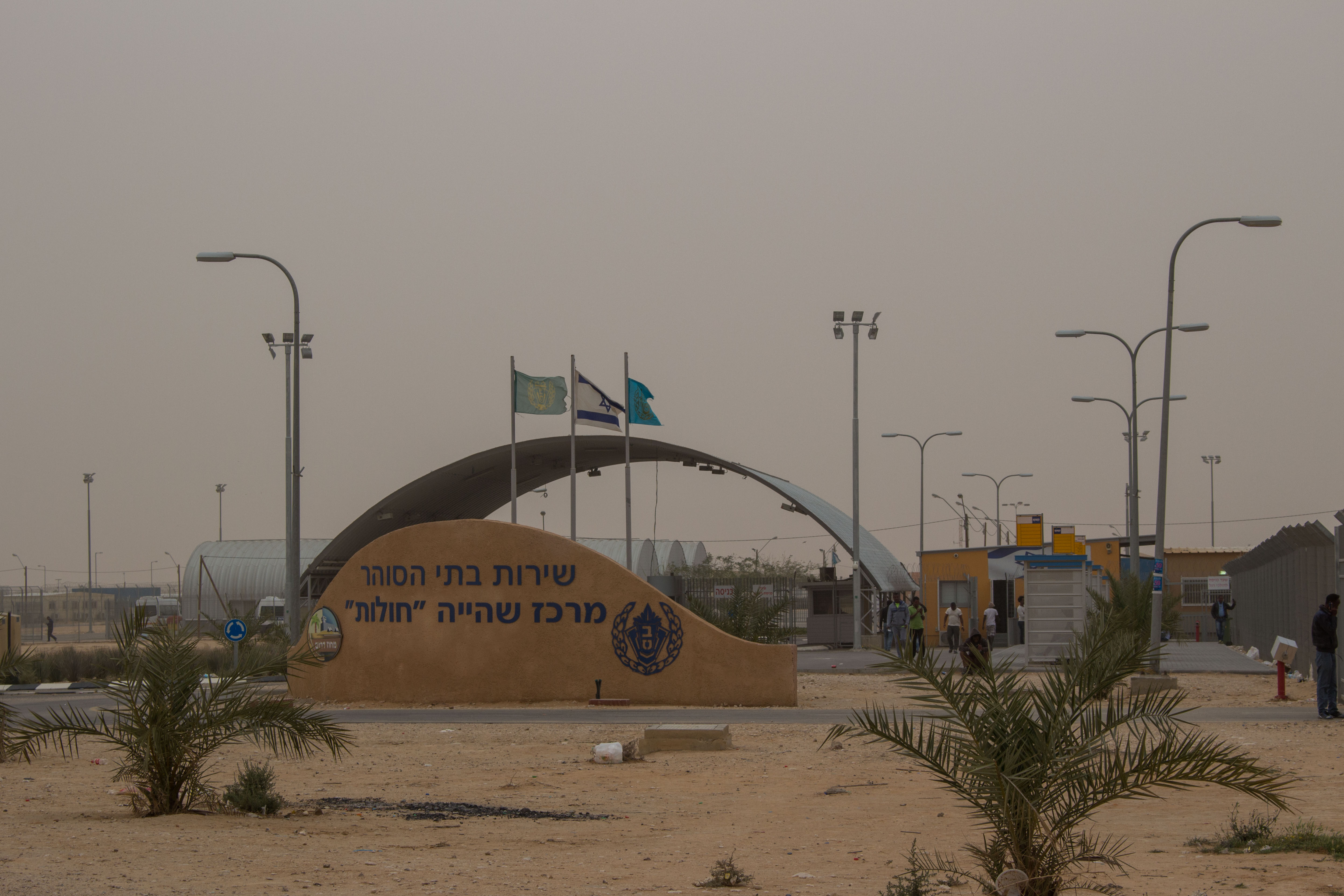
Вход в Холот. Негев, Израиль.

В декабре 2012 года в кнессете прошёл закон, согласно которому африканские иммигранты будут перемещаться в «открытый центр временного содержания» Холот в Негеве, куда они обязаны являться три раза в день и на ночь. Беженцев можно будет содержать в тюрьме без суда и следствия не более года.
На март 2014 года в Холот содержались около 1 600 человек, из них 1 100 суданцев.
Данный закон вызвал массовые протесты иммигрантов. Заключеные устроили шествие протеста в Иерусалим, где и были арестованы и отправлены в тюрьму закрытого типа Сахароним. Следующее шествие было также разогнано полицией.
Агентство ООН по делам беженцев выступила с резкой критикой нового закона.